# Огюстен, Жак
Жан-Батист Жак Огюсте́н (фр. Jean-Baptiste Jacques Augustin; 15 августа 1759, Сен-Дье-де-Вож — 13 апреля 1832, Париж) — французский живописец-миниатюрист и эмальер лотарингской школы.

## Биография
Жан-Батист-Жак родился 15 августа 1759 года в городе Сен-Дье-де-Вож в семье мастера-стеклодела. С детства мальчик проявлял способности к рисованию. Замеченный интендантом епископа Сен-Дье Шало де Сен-Мар, он, вероятно, уехал учиться в Нанси к Жану-Батисту Клодо и, возможно, учился рисованию и живописи у Жана Жирардe.
После нескольких месяцев 1781 года, проведённых в Дижоне со своим старшим братом Жоржем Николя Туссеном по прозвавнию Огюстен Дюбур, он переехал в Париж. Сначала он работал у Гатьена Филиппона, а затем сумел добиться успеха в жанре миниатюрного портрета.
Во время Французской революции был в Бресте (1789) и Сен-Дье-де-Воже (1791).
Начиная с Парижского салона 1791 года, Огюстен создавал портреты самых разных лиц: дворян, буржуа, революционеров. Писал портреты самых знаменитых людей своего времени: Наполеона I, Людовика Бонапарта, короля Голландии, мадам Жюли Рекамье.
8 июля 1800 года Огюстен женился на одной из своих учениц — Полин Дюкрюэ, которая была на двадцать два года младше его, которая также писала миниатюры в стиле своего мужа, в том числе выполнила портрет Гортензии де Богарне.
В 1806 году Жак Огюстен был награждён золотой медалью и суммой в 250 франков. В 1814 году он получил почётную должность «ординарного живописца королевского кабинета» (peintre ordinaire du cabinet du roi).
Его признание пережило смену многих режимов, при которых он работал. В 1821 году художник был удостоен ордена Почётного легиона. В последние годы жизни он страдал от подагры и скончался на семьдесят третьем году жизни 13 апреля 1832 года в Париже в эпидемию холеры. Похоронен на кладбище Пер-Лашез (58-й отдел).
Наряду с живописцем-миниатюристом Жаном-Батистом Изабе Жак Огюстен считается самым значительным представителем искусства портретной миниатюры своего времени. Среди его учеников были Лизинска де Мирбель, Александр де Латур и Фанни Шаррен, а также Барб Эдме Шардон, урождённая де Верниси (1761—1832), мать будущей мадам Анселот.
В честь художника назван лицей (Lycée professionnel Jean-Baptiste Jacques Augustin) в городе Нанси.

## Галерея
- Адмирал Верюэль. 1804. Эмаль, акварель, гуашь. Рейксмюсеум, Амстердам
- Мадам Рекамье. 1801. Кость, гуашь, лак. Лувр, Париж
- Кронпринц Людвиг Баварский. 1806. Эмаль, акварель. Баварский национальный музей, Альтштадт-Леэль
- Луи-Филипп, герцог Орлеанский. 1815. Кость, акварель. Музей Конде, Шантийи
- Шарль-Фердинанд, герцог Беррийский. Кость, акварель. Частное собрание
- Aнн-Фердинанд-Луи де Бретье, граф де Совиньи. Кость, акварель. Частное собрание
- Луи Мари, маркиз де Этурмель. 1790. Кость, акварель. Частное собрание
- Константин Адам Чарторыйский. 1811. Кость, акварель, гуашь. Национальный музей, Варшава
- Портрет Фанни Шаррен. Между 1795 и 1819. Кость, акварель, гуашь. Лувр, Париж